# 펜파 체링
펜파 체링(티베트어: སྤེན་པ་ཚེ་རིང, 와일: spen pa tshe ring་, 1967년~)은 티베트의 정치인이다. 그는 중앙 티베트 정부(티베트 망명 정부)의 제17대 망명 의회의 2번째 민주적으로 선출된 총리다. 2021년 5월 27일 전임 총리인 롭상 상가이를 계승했다. 펜파 체링은 2008년과 2016년 사이에 두 임기 동안 중앙 티베트 행정부 의회(망명 티베트 의회) 의장을 역임했다.
| 전임 롭상 상가이 | 제14대 티베트 망명정부 총리 2021년 5월 27일~ |  |